# Bey
Bey (tiếng Ottoman Turkish: بك Beik, tiếng Albania: bej, tiếng Bosnia: beg, tiếng Ả Rập: بيه Beyeh, tiếng Ba Tư: بیگ Beyg hoặc بگ Beg) là một tước hiệu của Thổ Nhĩ Kỳ dành cho một vị lãnh chúa đứng đầu một khu vực lãnh thổ thuộc Đế quốc Ottoman. "Bey" là tước vị cho nam, còn "begum" là tước vị cho nữ. Các vùng lãnh thổ do bey cai quản được gọi là beylik, tương đương một "hãn quốc", một "tiểu vương quốc A Rập", một "thân vương quốc" hoặc một tỉnh (tương đương một công quốc ở phần còn lại của châu Âu).
Ngày nay, người ta vẫn dùng "bey" như là một tước hiệu xã hội trang trọng cho nam giới. Từ này được viết ngay sau tên riêng, không viết với họ.

## Từ nguyên
Từ bey có gốc từ tiếng Thổ Nhĩ Kỳ cổ là beg. Bản văn khắc Orkhon (thế kỷ 8) viết là bäg, thường được dịch ra là "tù trưởng bộ lạc". Hiện vẫn còn nhiều tranh cãi về nguồn gốc thực sự của từ này, nhưng đa số ý kiến thống nhất rằng đây là một từ mượn từ tiếng Turk cổ. Bản thân tiếng Turk cổ cũng vay mượn từ một loại ngôn ngữ cổ ở Iran. Tuy vậy, nhà Turk học người Đức là Gerhard Doerfer cho rằng mặc dù suy đoán này nghe có vẻ thú vị nhưng thực tế rất thiếu cơ sở, có lẽ từ này là của tiếng Turk cổ chứ không phải là từ đi mượn.